# Elpida Memory
Elpida Memory, Inc. (jap. エルピーダメモリ株式会社 Erupīda Memori Kabushiki-gaisha) – dawne japońskie przedsiębiorstwo elektroniczne, zajmujące się produkcją układów pamięci DRAM. Powstało w 1999 r. jako wspólny projekt NEC oraz Hitachi.
W 2013 r. przedsiębiorstwo zostało przejęte przez Micron Technology.